# Nabiasita
La nabiasita és un mineral de la classe dels fosfats. Rep el nom de la localitat de Nabias, a França, la seva localitat tipus.

## Característiques
La nabiasita és un fosfat de fórmula química BaMn92+(VO₄,AsO₄)₆(OH)₂. Cristal·litza en el sistema isomètric. La seva duresa a l'escala de Mohs és 5.
Segons la classificació de Nickel-Strunz, la nabiasita pertany a «08.BF: Fosfats, etc. amb anions addicionals, sense H₂O, amb cations de mida mitjana i gran, (OH, etc.):RO₄ < 0,5:1» juntament amb els següents minerals: arrojadita-(KFe), dickinsonita-(KMnNa), arrojadita-(BaFe), arrojadita-(SrFe), arrojadita-(KNa), arrojadita-(PbFe), fluorarrojadita-(BaFe), arrojadita-(NaFe), arrojadita-(BaNa), fluorarrojadita-(KNa), fluorarrojadita-(NaFe), samuelsonita i grifita.

## Formació i jaciments
Va ser descoberta al Plan de Labasse, a Nabias, al departament dels Alts Pirineus (Occitània, França). També ha estat descrita a la propera mina de Coustou, a Vielle-Aure, així com en un parell de mines italianes (Valgraveglia i Monte Alpe) i a la mina Yamato (Japó).